# Serge Saulnier
Cet article concerne le joueur français de rugby à XV. Pour le dirigeant français du sport automobile, voir Serge Saulnier (automobile).
Serge Saulnier est un joueur français de rugby à XV, devenu arbitre. Président du comité d'Île-de-France, il est membre du comité directeur de la Fédération française de rugby à XV; il dirige l'équipe de France qui gagne pour la première fois en Afrique de Sud en 1958 et retourne avec elle en 1964 en Afrique du Sud. Il est ancien président du Stade français.